# Фрайштатт
Фрайштатт (нім. Freistatt) — громада в Німеччині, розташована в землі Нижня Саксонія. Входить до складу району Діпгольц. Складова частина об'єднання громад Кірхдорф.
Площа — 12,53 км2. Населення становить 450 ос. (станом на 31 грудня 2021).